# Rhynchomys labo
Rhynchomys labo (Rickart, Balete, Timm, Alviola, Esselstyn & Heaney, 2019) è un roditore della famiglia dei Muridi endemico dell'isola di Luzon, nelle Filippine.

## Descrizione

### Dimensioni
Roditore di medie dimensioni: 
- Lunghezza della testa e del corpo tra 157 e 192 mm;
- Lunghezza della coda tra 97 e 114 mm;
- Lunghezza del piede tra 35 e 39 mm;
- Lunghezza delle orecchie tra 20 e 23 mm;
- Peso fino a 182 g.[1]

### Aspetto
Le parti dorsali sono bruno-grigiastre scure, mentre quelle ventrali sono bianche. La linea di demarcazione lungo i fianchi è netta. Le labbra e la punta del naso sono rosate e sono presenti dei sottili anelli chiari intorno agli occhi, mentre le palpebre sono nerastre. Le orecchie sono grigio scuro e rivestite di piccoli peli nerastri. Le vibrisse sono lunghe più di 5 cm e sono marroni scure. Le zampe anteriori sono rosate e delimitate nettamente dal colore grigio scuro del polso. Queste sono grandi e munite di dita robuste, ognuna fornita di un lungo artiglio chiaro eccetto il pollice, provvisto di un'unghia corta. Il palmo è privo di peli, rosato e con 5 cuscinetti carnosi. I piedi sono relativamente corti, con la superficie dorsale rosata e con le dita munite di robusti artigli chiari. La pianta dei piedi è priva di peli, grigio scura e fornita di 4 cuscinetti carnosi. La coda è più corta della testa e del corpo, è prevalentemente scura e ricoperta da anelli di grosse scaglie, ognuna provvista di tre piccole setole.

## Biologia

### Comportamento
È una specie prevalentemente diurna, differentemente dagli altri membri dello stesso genere.

## Distribuzione e habitat
Questa specie è conosciuta soltanto da alcuni esemplari catturati sul versante settentrionale del Monte Labo, nell'isola filippina di Luzon.
Vive nelle aree forestali tra 1.250 e 1.413 metri di altitudine.

## Tassonomia
Gli individui di questa nuova specie sono stati precedentemente identificati come appartenenti a Rhynchomys isarogensis.

## Conservazione
Questa specie, essendo stata scoperta solo recentemente, non è stata sottoposta ancora a nessun criterio di conservazione.